# Jozo Zovko
Jozo Zovko (Uzarići, 19. ožujka 1941.), hrvatski je katolički svećenik iz reda franjevaca.

## Životopis

### Djetinjstvo i školovanje
Rodio se 19. ožujka 1941. u Uzarićima kao osmo od desetero djece u obitelji. Osnovnu školu pohađa u Širokom Brijegu. 1957. ulazi u sjemenište u Bolu na otoku Braču. 1962. ulazi u novicijat u Franjevačkom samostanu na Humcu. U Sarajevu studira teologiju od 1963. Nakon zaređenja studij je nastavio u Ljubljani.

### Svećništvo
Dana 3. travnja 1965. zaređen je za svećenika. Nakon što je završio studij, otišao je službovati u župu Konjic, a potom je bio kapelan župi Čerin. Bio je članom komisije Pax za izradu katekizama i vjeronaučnih priručnika, koja je bila pri ondašnjem vijeću biskupske konferencije Jugoslavije. 1974. upisuje poslijediplomski studije religijske pedagogije na Sveučilištu u Grazu. Po povratku mu je dodijeljena župa Posušje gdje je bio župnikom, a jeseni 1980. postaje župnikom u Međugorju.

### Međugorski fenomen
Dana 24. lipnja 1981. u Međugorju se dogodilo prvo navodno Gospino ukazanje. Kasno navečer, 17. kolovoza 1981., uhićen je i sproveden u istražni zatvor mostarskoga Okružnog suda. Pred sudom je fra Jozu Zovka branio odvjetnik Milan Vuković. Montirani proces koji je uslijedio bio je jedinstven po tome što je sadržaj Svetoga pisma postao dijelom optužbe i kazne. Osuđen je na tri godine zatvora. Uložio je utok na tu presudu. Dijelovi optužnice su mu odbačeni na Saveznom sudu u Beogradu te je presuda smanjena na godinu i pol dana zatvora. Odrobijao je u zatvoru u Foči sve do 1983.
Nakon što je izašao iz fočanskog zatvora 1983., dodijeljena mu je župa Bukovica u kojoj je bio župnikom do 1985.. Novo mjesto župnikovanja bila mu je Tihaljina u kojoj je bio sve do 1991.. Godine 1991. postao je gvardijanom samostana u Širokom Brijegu gdje je tu dužnost obnašao do 1994.
Tijekom velikosrpske agresije na Hrvatsku i Bosnu i Hercegovinu, tijekom 1991. i 1992. dvaput je govorio u Vijeću sigurnosti Ujedinjenih naroda i u Europskom parlamentu, pozivajući na zaustavljanje rata.

#### Suspenzija
Dana 23. kolovoza 1989. biskup Pavao Žanić suspendirao je Zovkine svećeničke ovlasti u dvjema hercegovačkim biskupijama zbog „umiješanosti u sukob između franjevaca i biskupa oko podjele župa – koji je u Hercegovini bio intenzivan od posljednjih 40 godina.” Zovko je 14. listopada 1989. uputio prigovor Svetoj Stolici na biskupov dekret, da bi 15. veljače 1990. biskupov dekret bio potvrđen s presudom da će biskupova sankcija ostati na snazi sve dok se ne povuče u samostan udaljen od Međugorja. Zovko je zatim imenovan gvarijanom Franjevačkog samostana u Širokom Brijegu te nije obavljao nikakvu pastoralnu službu. Unatoč zabrani, nastavio je ispovijedati, pa mu je mjesni biskup Ratko Perić, 1994. godine ukinuo i ispovjedničku jurisdikciju.
Zovko je i dalje nastavio promicati ukazanja, putujući po svijetu, posebice u Sjedinjenim Državama. Dana 5. studenog 2002. Zovko je započeo turneju s govornicima u Sjedinjenim Državama. Rektor Bazilike Nacionalnog svetišta Bezgrešnog začeća u Bostonu, Walter Rossi, zabranio je ondje Zovki slavljenje svete mise.

### Izvan Hercegovine
2005. Franjevačka provincija sv. Jeronima u Dalmaciji i Istri predala je samostan i otok Badiju u Hrvatskoj, Hercegovačkoj franjevačkoj provinciji na 99 godina. Provincijali fra Bernardin Škunca i fra Slavko Soldo pozvali su Zovku da se preseli u franjevački samostan i nadgleda njegovu obnovu.
No, Zovko se četiri godine oglušio na taj zahtjev sve do 16. veljače 2009. kada se pristao preseliti u samostan na Badiji.
Poslije je Zovko živio između Badije i Graza u Austriji, gdje je povremeno dolazio. U prosincu 2011. premješten je u Zagreb, gdje boravi u Franjevačkom samostanu Hercegovačke franjevačke provincije. Od tada živi između Franjevačkog samostana u Zagrebu i Franjevačkog samostana na Badiji.

## Počasti
- Lik fra Joze Zovke utjelovio je u glumac Martin Sheen u filmu Jakova Sedlara Gospa (1994.).[7]

## Poznata djela
- „Ne boj se Davide”, Montreal, 1989.
- „Devetnica širokobriješkim mučenicima”, 1991.
- „Gospin zov”, Split, 1998.
- „Meditacije Gospinih poruka”, 2004.
- „Meditacije Gospinih poruka”, 2005.
- „Pet kamenova”, Široki Brijeg, 2008.

### Knjige
- Kutleša, Dražen. 2001. Ogledalo pravde (PDF). Biskupski ordinarijat Mostar. Mostar.

### Mrežna sjedišta
- Gospa (1995.) (engleski). www.imdb.com. Pristupljeno 16. srpnja 2023.
- Obnova samostana. Samostan Badija. Pristupljeno 24. srpnja 2023.

### Novinski članci
- Cooperman, Alan. 2002. Bosnian Priest Barred at National Shrine. The Washington Post (engleski). Pristupljeno 29. srpnja 2023.
- Horvat, Saša. 2011. Fra Jozo Zovko služit će mise u Zagrebu. Slobodna Dalmacija. Pristupljeno 24. srpnja 2023.
- Rogošić, Željko. 2019. Progonstvo fra Zovka: Zašto je Papa prognao fra Zovka iz Međugorja. Nacional. Pristupljeno 24. srpnja 2023.